# سویو-دونگ
سویو-دونگ (به لاتین: Suyu-dong) یک منطقهٔ مسکونی در کره جنوبی است که در ناحیه گانگبوک واقع شده‌است.